# Едо Љубић
Едо Љубић (Доњи Вакуф, 7. мај 1912  — Санта Барбара, 15. март 1993) био је југословенски певач најпознатији по свом раду у периоду између два светска рата.

## Биографија
Отац  му се звао Никола а мајка Клара (Љубић). Са пет година је почео да свира тамбурицу која је била направљена од картона и шперплоче. Са десет година је добио своју прву "праву" тамбуру и до четрнаесте године је већ постао прави музичар и аутор, који је имао свој састав.
Похађао је језуитску школу у Травнику након које је отишао на музичке студије у Загреб. Тамо се није дуго задржао већ одлази у Француску на студије електрике. Након повратка у Југославију одлучује се радије за каријеру професионалног певача, него инжењера електрике.
После Европске турнеје, одлази у Америку, а шестомесечна виза, је због почетка рата, одлуком америчке владе, постала и својеврсна доживотна виза. Пријавио се као добровољац у рату на позив краљевске југословенске владе, где је у борбама учествовао као припадник авијације. У то време деловао је и пропагандно: написао је нови аранжман за песму "Спремте се спремте четници", коју је први пут извео 30. јула 1942. уз пратњу оркестра "Виктор". После рата је до краја живота остао у Америци где је оставио велики траг, као признати музичар. 
Један од последњих јавних наступа, Едо Љубић је имао у филму своје рођаке Весне Љубић, Посљедњи скретничар узаног колосјека из 1986. године.